# Красне (Ряшівський повіт)
Красне (пол. Krasne) — розташоване на Закерзонні село в Польщі, у гміні Красне Ряшівського повіту Підкарпатського воєводства.
Населення — 4138 осіб (2011).

## Історія
У 1398 р. село згадується як Краснополе.
За податковим реєстром 1589 р. як власність Ліґензів село входило до Перемишльської землі Руського воєводства, у селі було 22 і 7/8 лану (коло 570 га) оброблюваної землі та ще 2 лани у війта, корчма з пів-лана ріллі, млин, 20 загородників, 9 коморників з тягловою худобою і 11 без неї.
У 1772—1918 рр. село входило до Австрійської імперії. На той час унаслідок півтисячоліття латинізації та полонізації українці лівобережного Надсяння опинилися в меншості. Українці-грекокатолики належали до парафії Залісє Каньчузького деканату Перемишльської єпархії). Востаннє вони фіксуються в селі в шематизмі 1849 р. і в наступному шематизмі (1868 р.) згадка про Красне вже відсутня.
У 1858 р. повз село прокладена Галицька залізниця імені Карла Людвіга зі станцією Залеже.
Відповідно до «Географічного словника Королівства Польського» в 1884 р. Малява знаходилась у Ланцутському повіті Королівства Галичини і Володимирії, було 1149 мешканців, з них 1143 римо-католики.
У міжвоєнний період село входило до ґміни Слоцина Ряшівського повіту Львівського воєводства.
У 1975-1998 роках село належало до Ряшівського воєводства.

## Демографія
Демографічна структура станом на 31 березня 2011 року:
|          | Загалом | Допрацездатний вік | Працездатний вік | Постпрацездатний вік |
| -------- | ------- | ------------------ | ---------------- | -------------------- |
| Чоловіки | 1986    | 448                | 1358             | 180                  |
| Жінки    | 2152    | 434                | 1283             | 435                  |
| Разом    | 4138    | 882                | 2641             | 615                  |